# Çarxana (Qəbələ)
Çarxana è un comune dell'Azerbaigian situato nel distretto di Qəbələ. Conta una popolazione di 754 abitanti.